# 山橿
山橿（学名：Lindera reflexa）为樟科山胡椒属下的一个种。該物種主要分佈於河南、江苏、安徽、浙江、江西、湖南、湖北、贵州、云南、广西、广东、福建的海拔约1000米以下的山谷或灌丛中。